# Paul Louis Martin des Amoignes
Paul Louis Martin des Amoignes, pseudonyme de Louis Martin, né à Saint-Benin-d'Azy (Nièvre) le 4 juin 1850 et mort à Nevers (Nièvre) le 30 juin 1925, est un peintre français.

## Biographie
Louis Martin est le fils de Jacques Martin, garde champêtre. Il exerce d’abord, à Saint-Benin-d’Azy, la profession de sellier et de peintre en voitures. « Tout en préparant les couleurs dont il bariolait ses brancards et ses caisses, il éprouvait le grand désir de faire, lui aussi, de la peinture d’art». Il s’essaye à peindre son portrait, des natures mortes et un paysage. Le maire et les châtelains de Saint-Benin-d'Azy, qui s’intéressent à lui, l’incitent à présenter à l'exposition des Beaux-Arts de Nevers le portrait de son père et celui de sa mère. 
Sur les conseils de l'architecte Bouveault, de Monteignier et d’Hector Hanoteau (1823-1890), Louis Martin abandonne sa profession et va à Paris apprendre les éléments de son art, d’abord dans l’atelier d’Hector Hanoteau. Celui-ci le baptise Martin des Amoignes pour le distinguer de ses homonymes. L'artiste signe désormais ses œuvres Paul Louis Martin des Amoignes. En 1881, il expose au Salon des Champs-Élysées le tableau Un coin de jardin. Dès lors, il présente presque chaque année une peinture au Salon parisien. Il s’agit tantôt d’une chaumière, de portraits, de têtes d’expression de Morvandiaux, d’un site observé dans la forêt de Fontainebleau, du jardin de son maître Hanoteau à Briet, de têtes de religieux, d’un intérieur d’église, d’un casseur de cailloux ou de la chienne d’Achille Millien, écrivain avec lequel il est en relations amicales et chez qui il fait des séjours. Il présente aussi ses œuvres à des expositions à Nevers, Lyon, Versailles, Rouen, Le Havre, Dijon, Troyes… Il est un des artistes fréquentant l'école des Roses dirigée jusqu'à la fin des années 1880 par Hanoteau, dont les membres logent au village des Roses et viennent travailler à Briet (Nièvre), dans la propriété d'Hanoteau, en été et en automne. De la fin des années 1880 au début des années 1900, Paul Louis Martin des Amoignes passe une partie de l'année à Paris, 6 rue Boissonade. Il fait figurer en 1898, 1899 et 1901 au Salon parisien et en 1902 à Nevers des panneaux décoratifs dont certains sont destinés à des salles à manger. Celui qu’il présente en 1898, La saison des blés, lui vaut une mention honorable au Salon. En 1899, le sculpteur Alix Marquet réalise son buste, donné plus tard au musée de Nevers. En 1900, il est nommé officier d’académie.
Le 24 mai 1899, il a épousé à Paris, 14e, Élisabeth Wedekind (1858-1936). Cette femme peintre, spécialisée dans les compositions florales, vit à Paris et est née à Achern en Allemagne, de parents français.
Paul Louis Martin des Amoignes et son épouse s’installent à Nevers, peut-être en 1903, où ils travaillent dans un atelier rue Creuse, puis rue Ferdinand-Gambon. L’artiste expose au Groupe d’émulation artistique du Nivernais de 1908 à 1914 et de 1921 à 1924. En 1920, le musée de Nevers lui achète le tableau La Revenderie, exposé au Salon de 1898, qui représente un marché à Nevers. L'artiste vend aussi ses œuvres à des collectionneurs allemands, hollandais, suisses et américains. Paul Louis Martin des Amoignes meurt en 1925 à son domicile, 11 rue Creuse à Nevers, et est inhumé à Saint-Benin-d’Azy où, plus tard, une plaque est apposée sur sa maison et une rue reçoit son nom. La ville de Nevers donne aussi à une de ses rues le nom de l'artiste. Plusieurs des toiles de Paul Louis Martin des Amoignes entrent dans les collections du musée de Nevers au cours du XXe siècle et au XXIe siècle.

## Œuvres dans les collections publiques

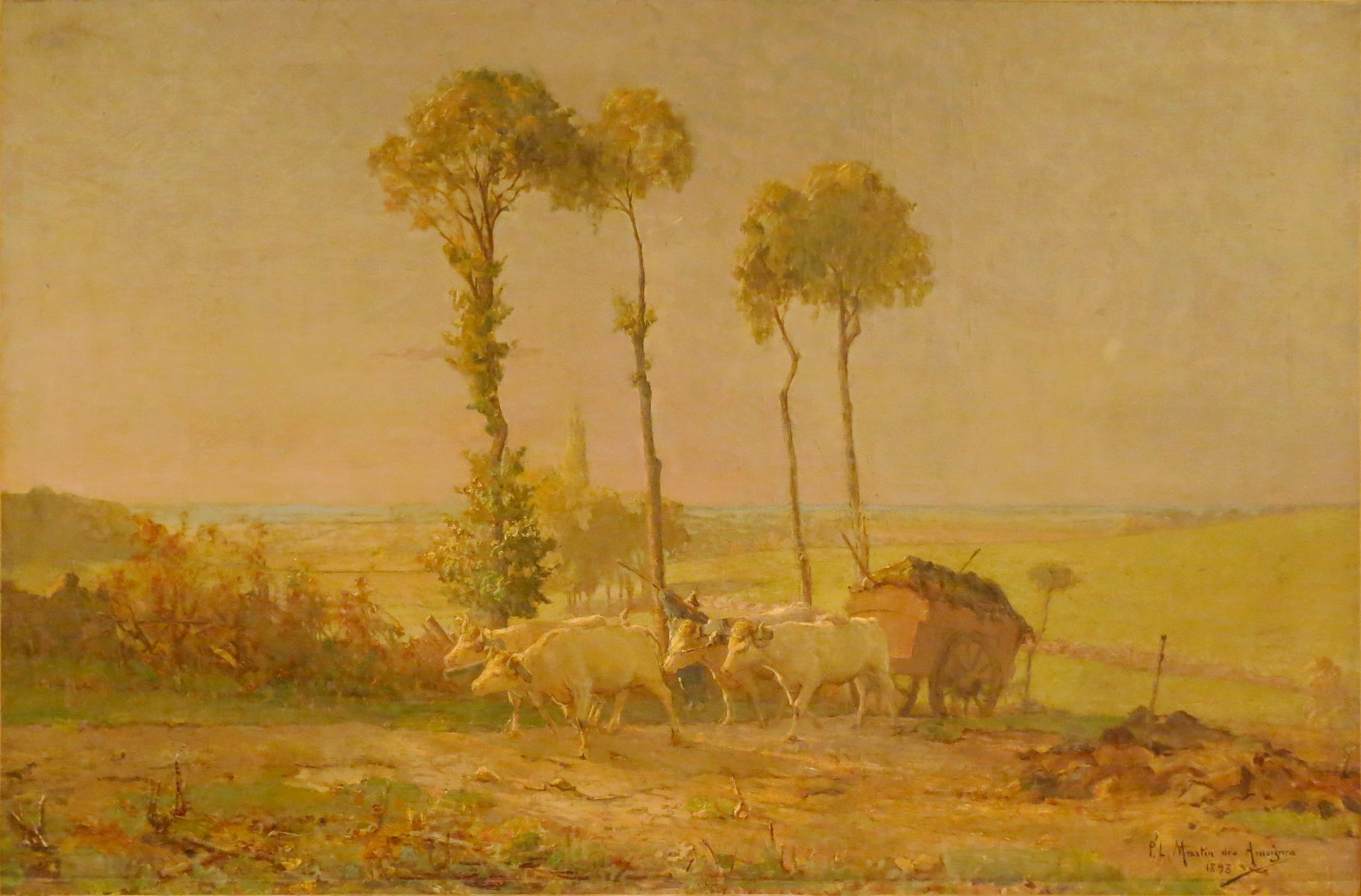
Les Bœufs (1893), Nevers, musée de la Faïence et des Beaux-Arts.

- Médiathèque Jean-Jaurès de Nevers : Chaumière sur la route de Villapourçon à Sanglier, dessin et encre.
- Musée de la Faïence et des Beaux-Arts de Nevers : plusieurs toiles dont : Les Bœufs, 1893, huile sur toile ;

La Revenderie, 1898, huile sur toile.
- Mairie de Saint-Benin-d'Azy : Femme cueillant des fleurs avec un enfant, huile sur toile.

## Salons
- 1879 : Salon de la Société des arts de la Nièvre.
- 1880 : Salon de la Société des arts de la Nièvre.
- 1881 à 1902 (sauf 1889, 1894, 1896, 1897) : Salon des artistes français.
- 1887 : Salon de la Société des arts de la Nièvre.
- 1908 à 1914 : Salon du Groupe.
- 1919 : Salon de la Société des arts du Nivernais.
- 1920 : Salon de la Société des arts du Nivernais.
- 1921 à 1924 : Salon du Groupe (72 toiles exposées à celui de 1923).

## Expositions
- 1895 : exposition des peintres nivernais.
- 1896 à 1906, 1921, 1922, 1924 : Société artistique de la Nièvre.
- 1925 : rétrospective à la Société artistique de la Nièvre.
- 1962 : exposition des peintres et sculpteurs de l'Aiguillon au musée d'art moderne de la ville de Paris, du 17 mars au 17 avril 1962.
- 1970 : exposition Paysages du Morvan, au musée Rolin d’Autun, de mai à septembre 1970 (œuvre présentée : La Revenderie).
- 1980 : exposition Le Centenaire de l'Aiguillon (œuvre présentée : Les Bœufs).
- 1984 : exposition Peintures du XVIe siècle à nos jours des dénommés Martin, au Kunsthalle de Berne (Suisse) du 27 avril au 3 juin 1984 (œuvre présentée : La Revenderie).
- 1991 : exposition au musée de la Loire de Cosne-Cours-sur-Loire, du 1er juillet au 30 septembre 1991 (œuvre présentée : Les Bœufs).
- 1998-1999 : exposition Les cinq sens, le goût, au musée Frédéric Blandin de Nevers, du 18 septembre 1998 au 22 février 1999.
- 2002 : exposition Cent ans de créativité du « Groupe », (1902-2002), au palais ducal de Nevers, du 23 mars au 14 avril 2002.
- 2002 : exposition rétrospective au Groupe d'émulation artistique du Nivernais (rétrospective de 1951 à 2001) (œuvre présentée : Les Bœufs).
- 2003 : exposition Le Musée sort de sa réserve, au musée Frédéric Blandin de Nevers, du 22 mars au 28 juillet 2003 (œuvre présentée : La Revenderie).
- 2015 : exposition Sur les traces d'Hector Hanoteau, au musée de la Faïence et des Beaux-Arts de Nevers, du 15 décembre 2015 au 27 mars 2016.
- 2017 : exposition Paul Louis Martin des Amoignes, reflets d'une collection nivernaise, au musée de Marzy, du 18 mars au 25 mai 2017.